# Djeseretnebti
Djeseretnebti, o Djeseret-Ankh-Nebti (Ḏsr.t-ˁnḫ-Nb.tj) és possiblement el nom d'una reina egípcia de la III dinastia. Com que aquest nom apareix sense cap títol de reina associat, els egiptòlegs discuteixen el seu veritable significat i lectura.
| D45 · I10 | S29 | r · X1 | S34 | G16 |

| D45 · I10 | S29 | r · X1 | S34 | G16 |

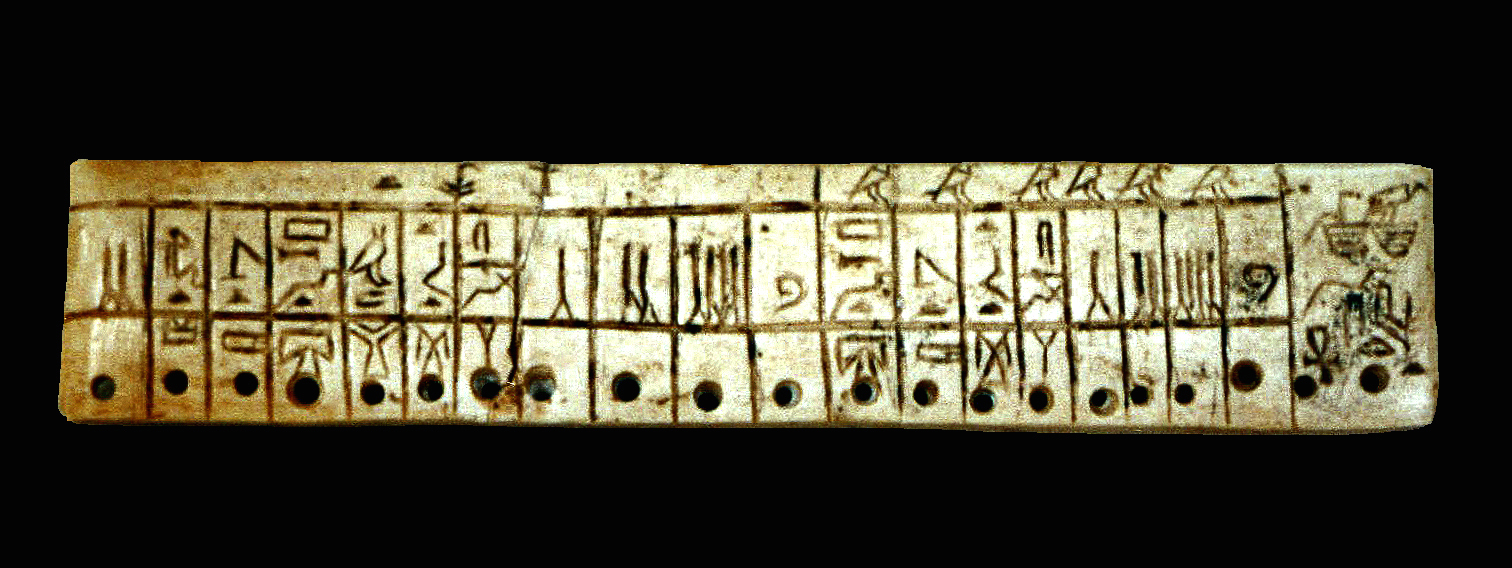
Placa d'ivori trobada el 1955 per Z. Goneim al terra de la sala principal de la piràmide, que porta el polèmic nom de Djeretnebti.

El nom Djeseret-Nebti o Djeseret-Ankh-Nebti apareix a les plaques d'ivori, que es troben a les galeries subterrànies sota la piràmide del rei de la III dinastia Sekhemkhet a Saqqara. Està escrit amb el nebti comú, però no amb cap títol personal que pugui identificar si la persona era membre de la reialesa egípcia o, fins i tot, si és tracta realment d'un antropònim. Egiptòlegs com Toby Wilkinson i Zakaria Goneim van llegir la inscripció com a Djeser-Ti i l'identifiquen amb el nom del cartutx del faraó Djeser Teti de la Llista d'Abidos.
Wolfgang Helck, Peter Kaplony i Jean-Pierre Pätznik, en canvi, llegeixen el nom com a djeseret-ankh-nebti, "el noble que viu per a les dues dames", i el veuen com el nom d'una dona del rei Sekhemkhet. Apunten a diversos segells d'argila trobats a Elefantina, que mostren el nom d'horus de Sekhemkhet alternant amb el nom nebti Hetep-Ren i postulen que aquest podria ser el nom de naixement original de Sekhemkhet.